# Черняк, Анатолий Александрович
Анатолий Александрович Черняк (укр. Анатолій Олександрович Черняк; 5 марта 1961, Траулин, Хмельницкая область, Украинская ССР, СССР) — советский и украинский футболист, полузащитник. Позже — тренер.

## Биография
Воспитанник детско-юношеской школы города Шепетовка Хмельницкой области. В 1979 году начал карьеру футболиста в хмельницком «Подолье», которое выступало во Второй лиге СССР. В следующем году играл за любительский клуб «Корчагинец» из Шепетовки и луцкое «Торпедо», выступавшее во Второй лиге. В 1980-е годы являлся игроком шепетовского «Локомотива».
В 1990 году перешёл в новосозданный шепетовский «Темп», с которым он стал победителем областного чемпионата и вышел во Вторую низшую лигу СССР. «Темп» стал победителем последнего розыгрыша Кубка Украинской ССР, обыграв в финале ровенский «Верес». Черняк принимал участие в первом чемпионате независимой Украины. По итогам которого команда заняла последнее 10 место в своей группе и вылетела в Первую лигу. В сезоне 1992/93 «Темп» стал серебряным призёром Первой лиги и вернулся в Высшую лигу Украины. После этого, Черняк принял решение завершить карьеру футболиста и сосредоточится на тренерской работе. В благодарность за значительный вклад в становление «Темпа» президент клуба Джумбер Нишнианидзе подарил ему новый автомобиль марки «Opel».
В дальнейшем играл за любительские команды «Бумажник» (Понинка) и «Энергетик» (Нетешин). Начало сезона 1995/96 провёл в стане клуба «Темп-Адвис-2», которое выступало во Второй лиге. За «Темп-Адвис-2» провёл три игры, однако вскоре команда снялась с соревнований.
Черняк тренировал детско-юношескую команду города Шепетовка. Среди его воспитанников — Иван Малимон и Павел Худзик.

## Достижения
- Серебряный призёр Первой лиги Украины (1): 1992/93
- Обладатель Кубка Украинской ССР (1): 1991

## Статистика
| Сезон   | Клуб                  | Лига               | Чемпионат | Чемпионат | Кубок | Кубок |
| Сезон   | Клуб                  | Лига               | Игры      | Голы      | Игры  | Голы  |
| ------- | --------------------- | ------------------ | --------- | --------- | ----- | ----- |
| 1979    | Подолье (Хмельницкий) | Вторая лига        | 16        | 2         |       |       |
| 1980    | Торпедо (Луцк)        | Вторая лига        | 6         | 1         |       |       |
| 1991    | Темп (Шепетовка)      | Вторая низшая лига | 45        | 4         |       |       |
| 1992    | Темп (Шепетовка)      | Высшая лига        | 6         | 0         | 1     | 0     |
| 1992/93 | Темп (Шепетовка)      | Первая лига        | 28        | 0         | 5     | 0     |
| 1995/96 | Темп-Адвис-2          | Вторая лига        | 3         | 0         |       |       |